# Directoryservice
Een directoryservice is een dienst (één of meerdere toepassingen) die het mogelijk maakt om toegang te krijgen tot hiërarchisch georganiseerde gegevens die eventueel verspreid zijn opgeslagen in een computernetwerk. De directoryservice beheert de gegevens en de relatie tussen gegevensbronnen. Toegang tot gegevens geschiedt volgens het client-serverprincipe.
Directoryservices worden vooral toegepast in netwerken, waar netwerkbeheerders informatie over netwerkgebruikers en netwerkbronnen, bv. netwerkschijven (opslagmedia / mappen) of printers, moeten beheren. Een voorbeeld van informatie die wordt opgeslagen is de mate van toegankelijkheid voor een gebruiker tot bepaalde netwerkbronnen. Netwerkgebruikers hebben dan toegang tot netwerkbronnen via de directoryservice.
Een directoryservice is niet direct verantwoordelijk voor de opslag van informatie. Dit wordt gedaan in een database. De directoryservice verleent alleen toegang tot de database en verzorgt het beheer als een soort databasemanagementsysteem.

## Bekende uitvoeringen
- Active Directory in Windows 2000 Server of Windows 2003 Server
- eDirectory, ook wel bekend als NDS in Novell-netwerken
- Fedora Directory Server, ondersteund door Red Hat
- OpenLDAP (opensourcesoftware voor diverse besturingssystemen)
- Network Information Service (NIS) in Unix-netwerken (niet op LDAP gebaseerd)
- Sun Java Directory
- Metadirectory door Critical Path